# Мешочницы
Мешо́чницы, или мешконо́сы, или психе́и (лат. Psychidae) — относительно небольшое семейство бабочек. Отличительной особенностью представителей семейства является сооружение гусеницами чехликов из сплетённых шелковинкой частиц листьев, коры, веточек и комочков почвы — откуда и произошло русское название семейства. Латинское название семейству дано в честь Психеи.

## Описание
Размах крыльев самцов от 8 до 50 мм. Окраска преимущественно серая, желтоватая или чёрная. Выражен половой диморфизм. Самки чаще бескрылые, иногда безногие, червеобразные, спариваются и откладывают яйца, не покидая кокона.
Имаго не питаются (афагия). Гусеницы, ведущие скрытый образ жизни, обитают в переносных чехликах, которые они сооружают из шелковистой нити и растительных материалов.

## Ареал
Распространены повсеместно, наиболее многочисленны в саваннах Африки и Южной Америки. В Палеарктике распространены главным образом на Кавказе и в Средней Азии.
Около 600 видов, на территории стран — бывших республик СССР около 100 видов из 18 родов. В европейской части России — около 20 видов.

## Классификация

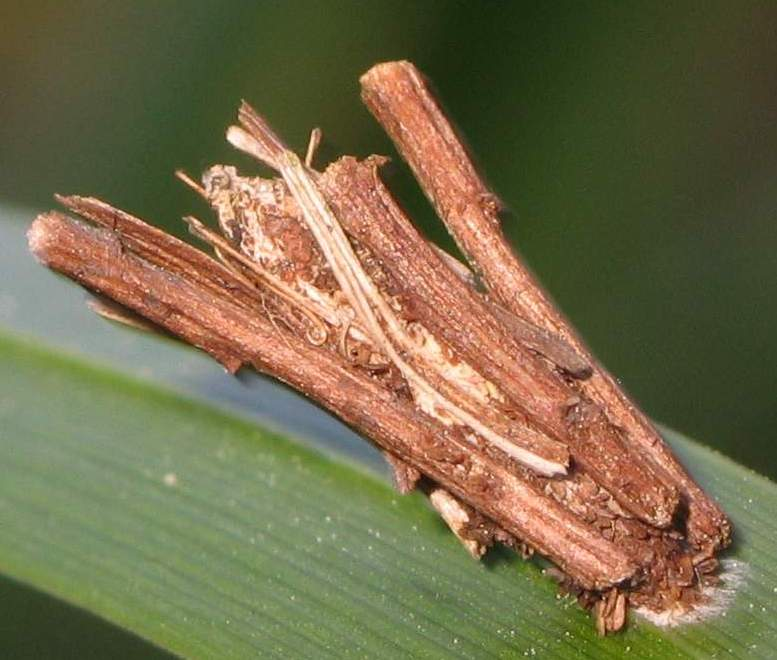
Гусеница в переносимом чехлике из веточек

- Подсемейство Naryciinae
  - Триба Naryciini
  - Триба Dahlicini
- Подсемейство Taleporiinae
  - Триба Eotaleporiini
  - Триба Taleporiini
- Подсемейство Placodominae
  - Род Placodoma
- Подсемейство Typhoniinae
  - Триба Penestoglossini
  - Триба Typhoniini
- Подсемейство Psychinae
  - Триба Psychini
  - Триба Peloponnesiini
- Подсемейство Epichnopteryginae
  - Триба Epichnopterygini
  - Триба Stichobasini
- Подсемейство Oiketicinae
  - Триба Acanthopsychini
  - Триба Oreopsychini
  - Триба Phalacropterygini
  - Триба Apteronini
- Подсемейство Scoriodytinae

## Фотогалерея

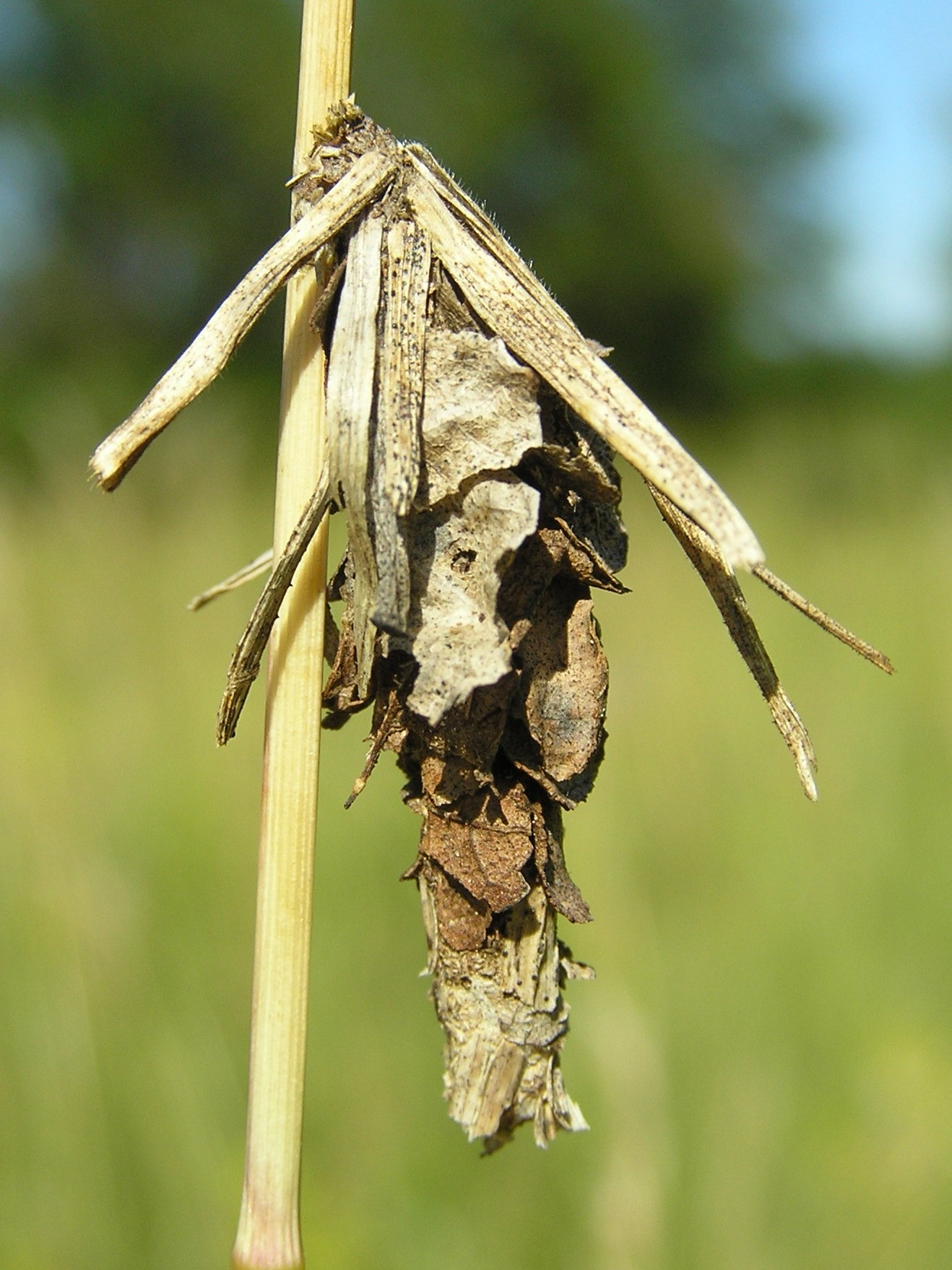
Мешочница одноцветная Canephora hirsuta
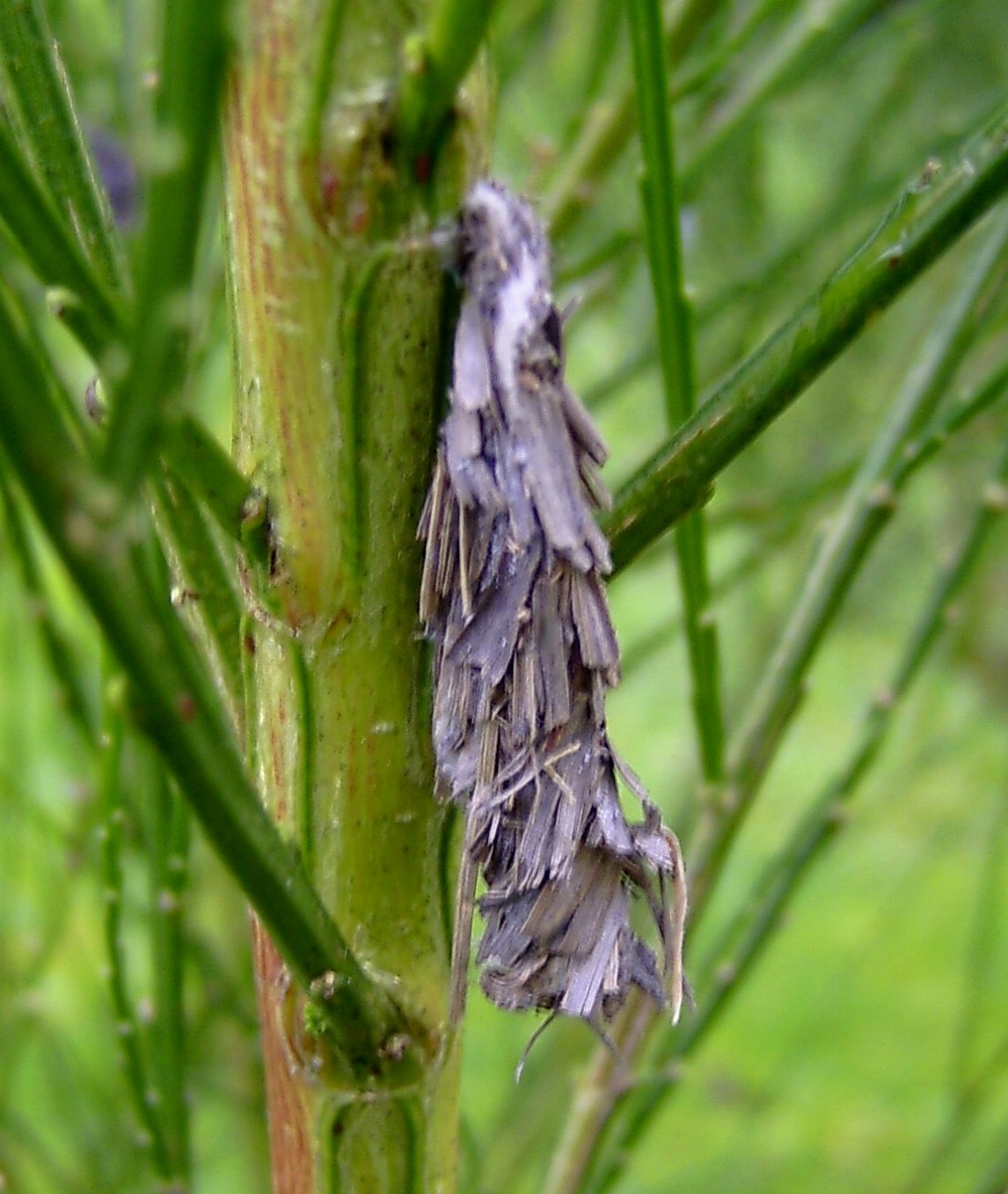
Pachythelia villosella
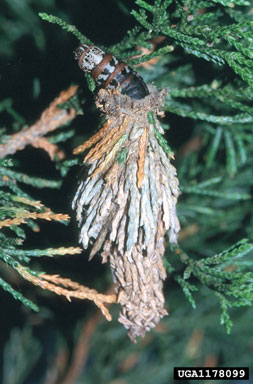
Thyridopteryx ephemeraeformis
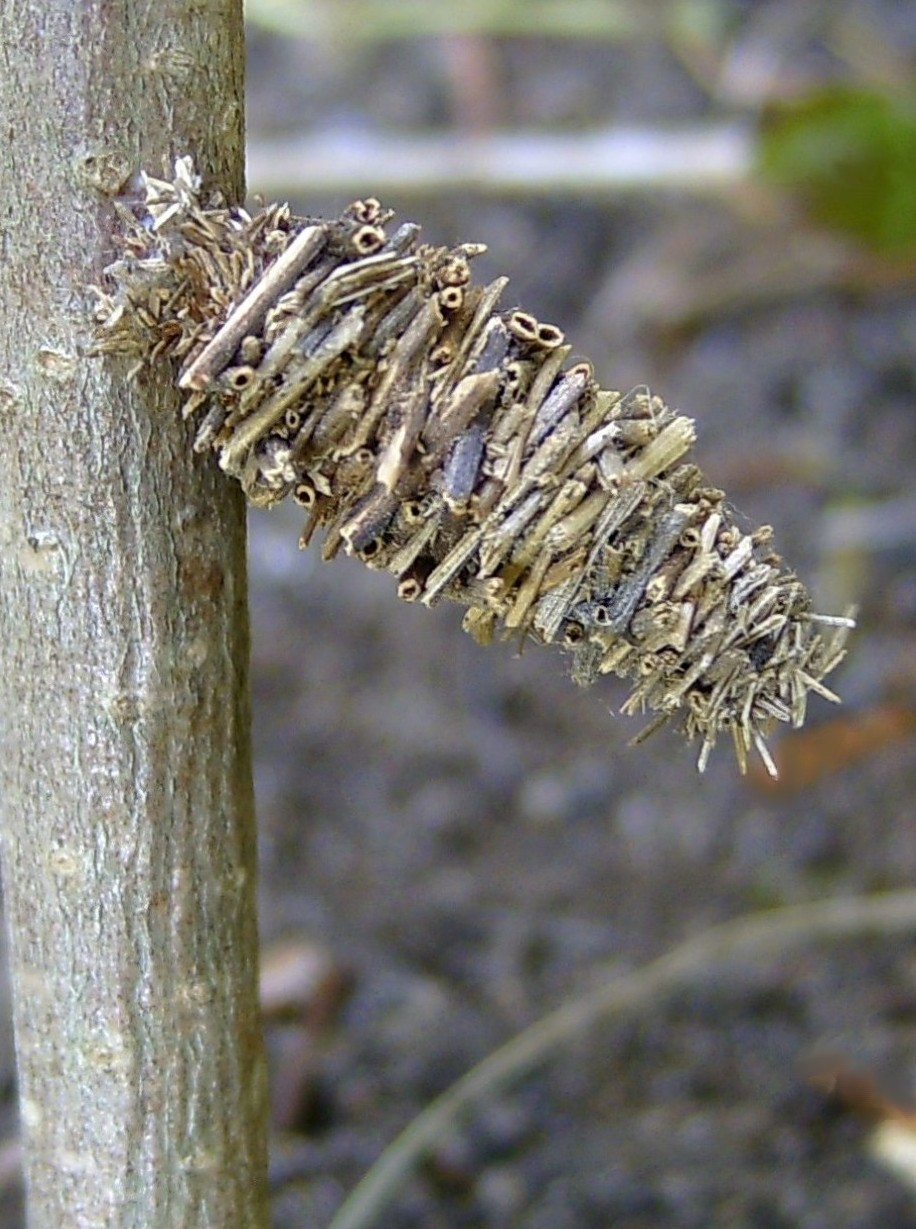
Megalophanes viciella
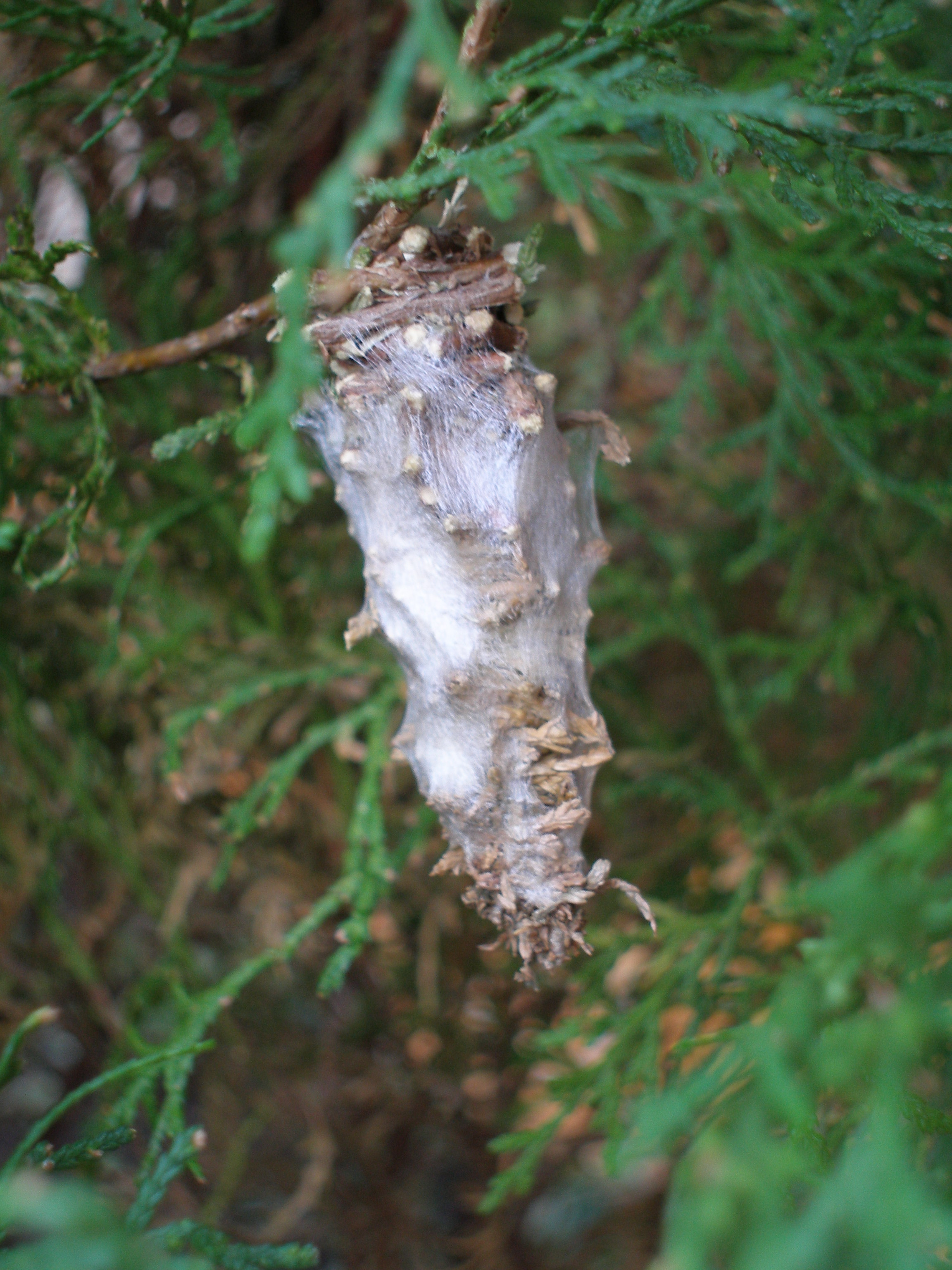
Oiketicus kirbyi
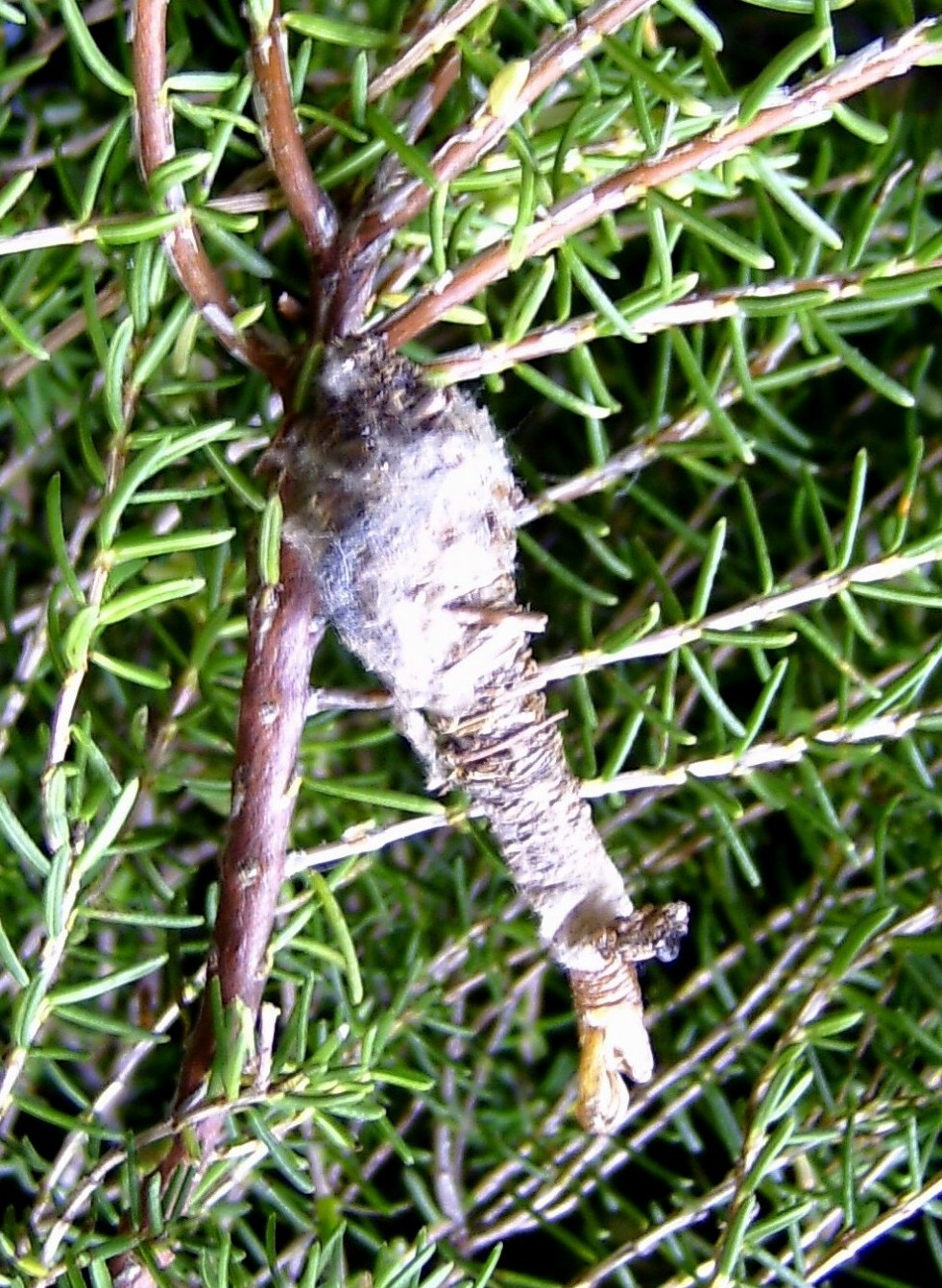
Phalacropterix graslinella
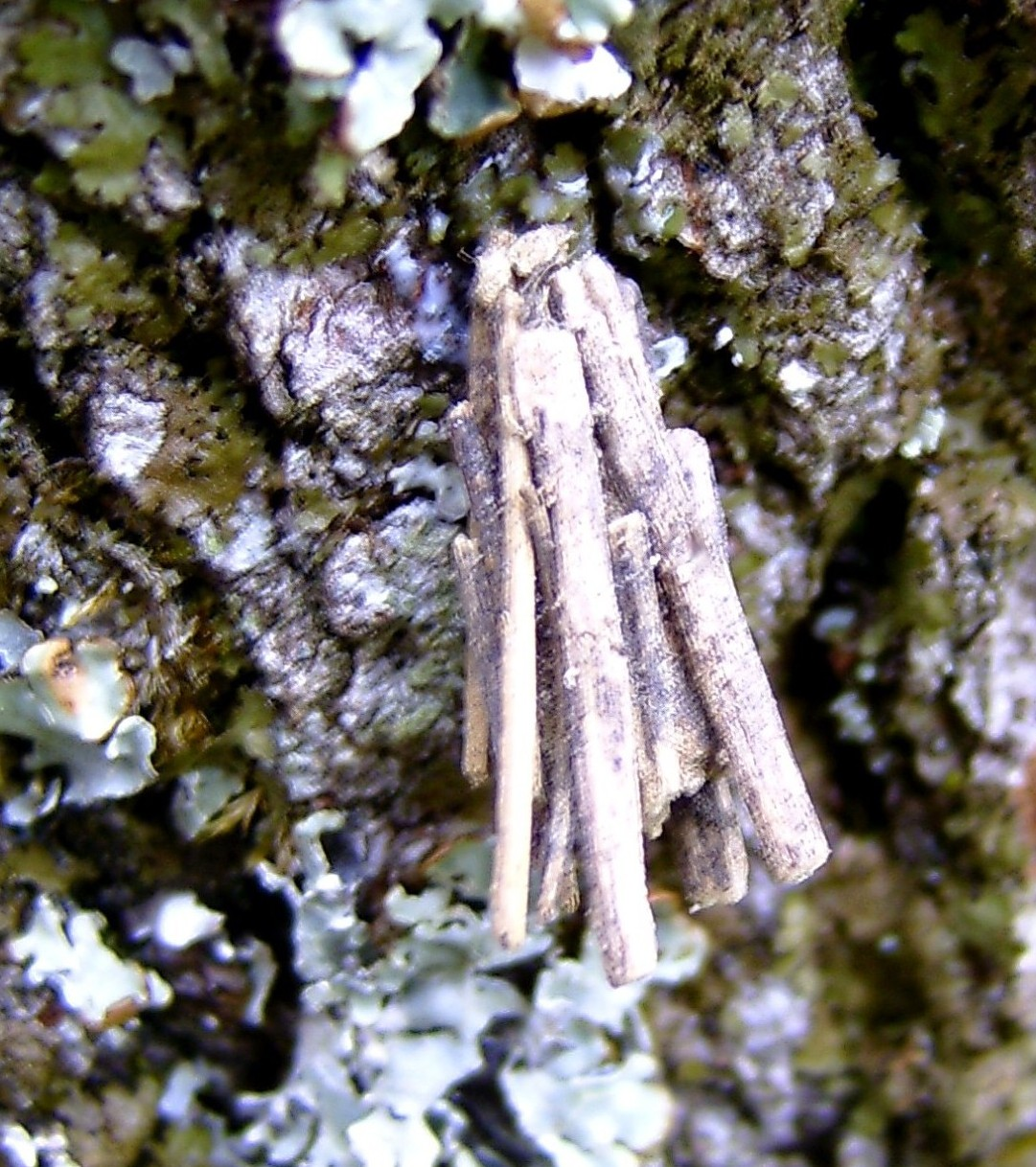
Psyche crassiorella
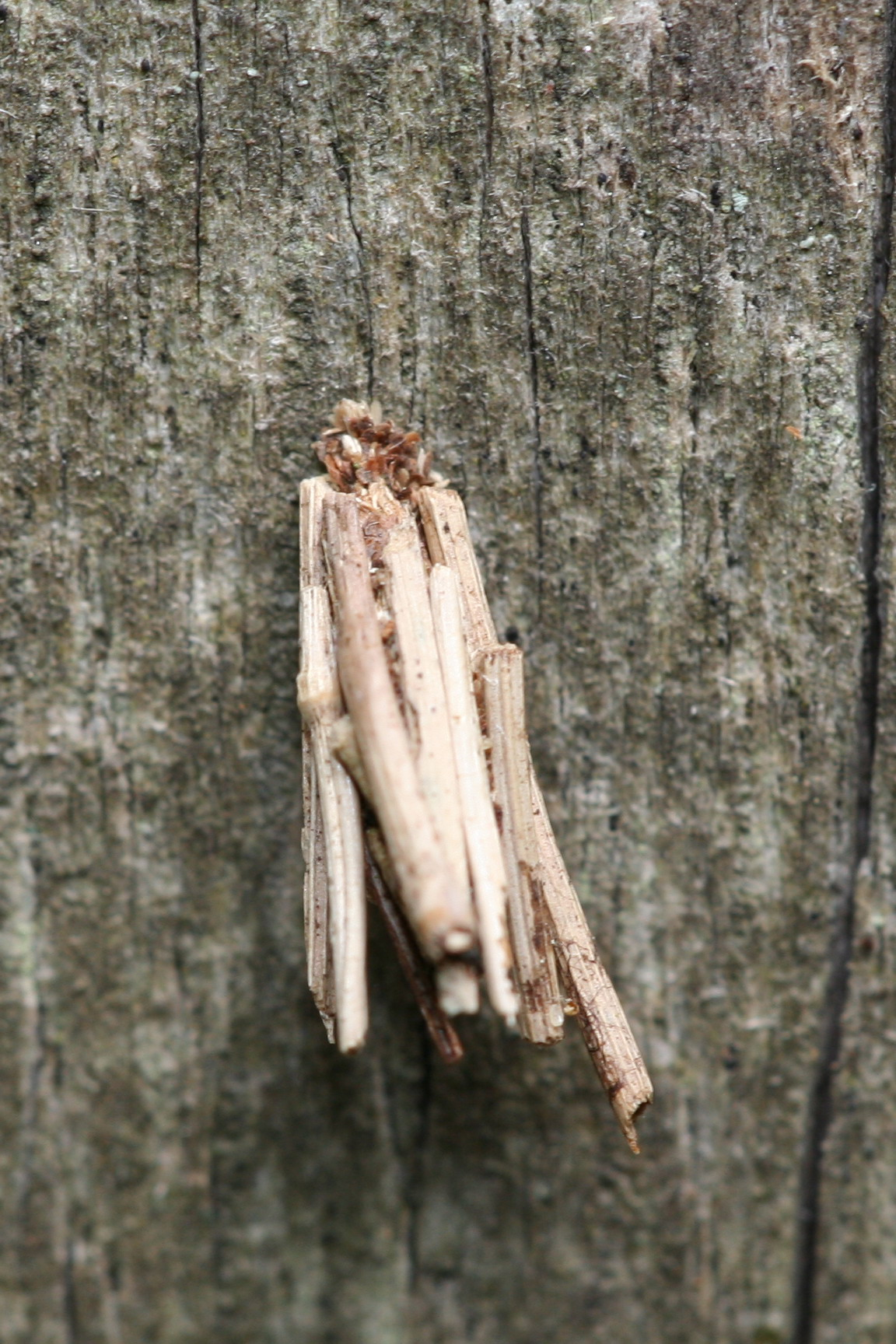
Psyche casta
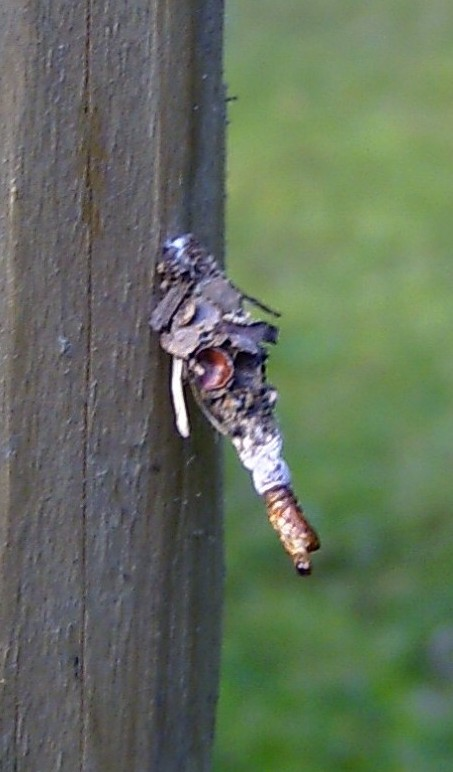
Sterrhopterix fusca
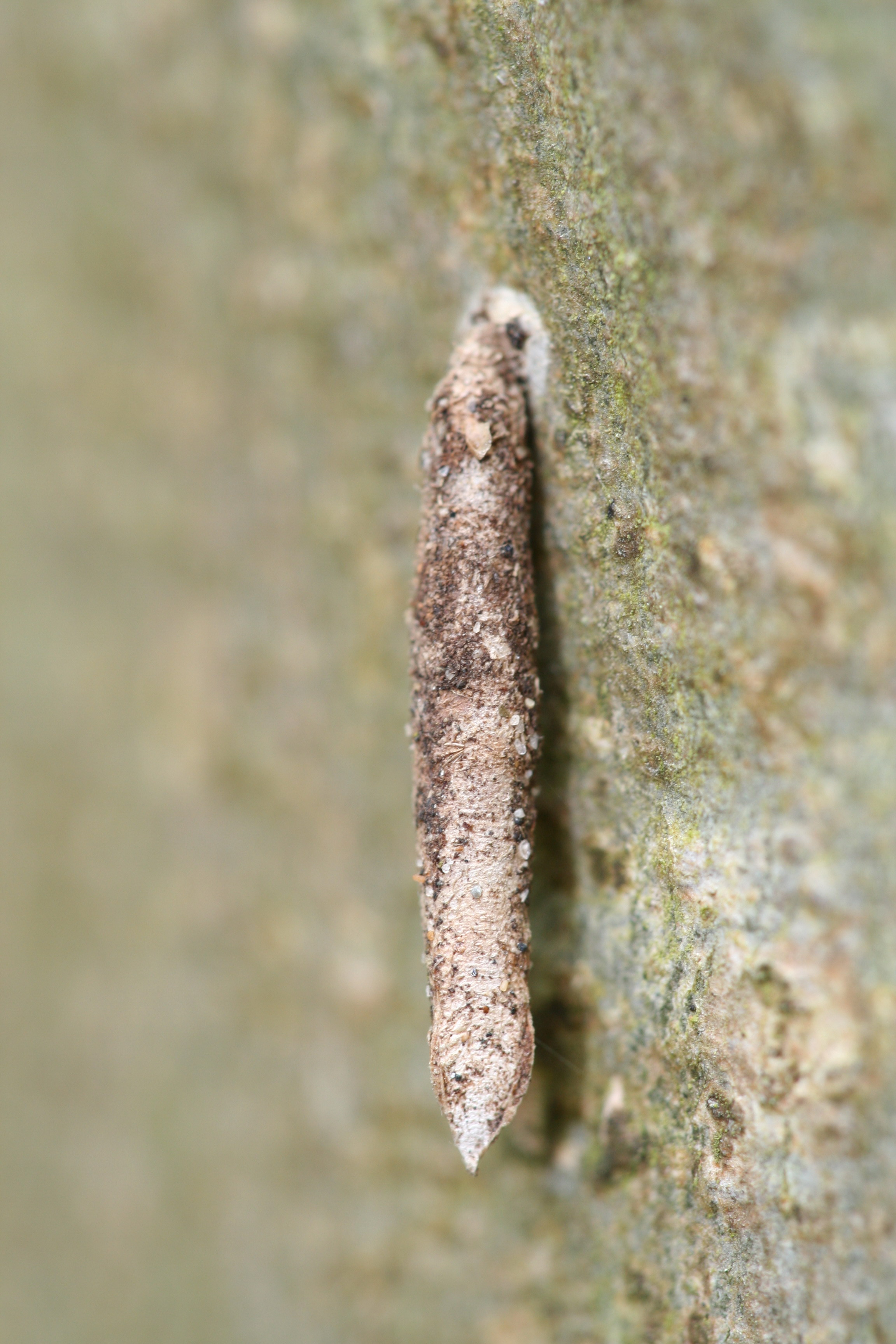
Taleporia tubulosa
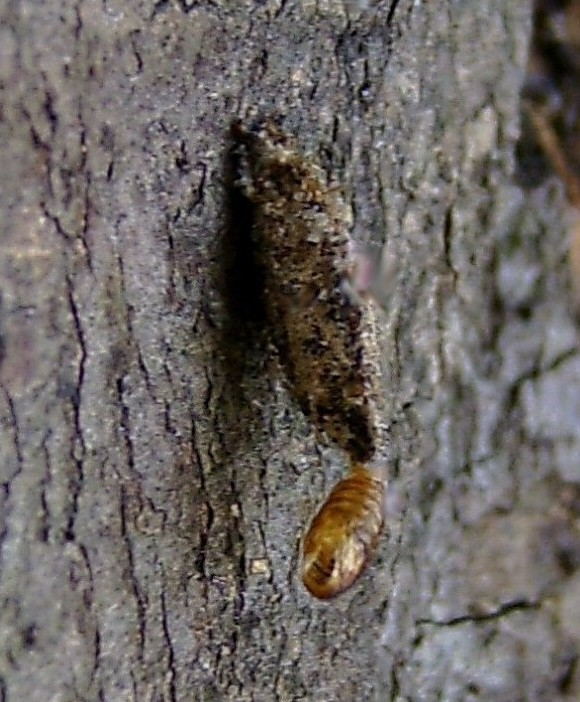
Dahlica triquetrella
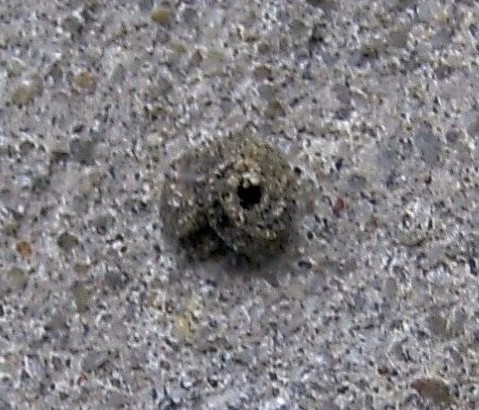
Apterona helicoidella